# Coupe des Pays-Bas de football 1972-1973
Navigation
Édition précédente Édition suivante
La Coupe des Pays-Bas de football 1972-1973, nommée la KNVB beker, est la 55e édition de la Coupe des Pays-Bas. La finale se joue le 31 mai 1973 au stade Feijenoord à Rotterdam.
Le club vainqueur de la coupe est qualifié pour la Coupe d'Europe des vainqueurs de coupe de football 1973-1974.

## Finale
Le NAC Breda bat le NEC Nimègue 2 à 0 et remporte son premier titre.